# L'ombra del sospetto
L'ombra del sospetto (The Other Man) è un film del 2008 diretto da Richard Eyre.

## Trama
Cambridge. Lisa, affermata stilista di scarpe, e Peter, esperto informatico, sono felicemente sposati da 25 anni ed hanno una figlia adulta, Abigail.
Quando Lisa muore, Peter non riesce a darsi pace e decide di sbarazzarsi di tutte le cose della moglie per superare il lutto. Abigail consegna al padre un messaggio su un foglietto di carta con scritto "Lago di Como", che la madre le aveva consegnato perché lo nascondesse e lo custodisse fino al momento opportuno mentre Peter scopre sul cellulare di Lisa il messaggio di un uomo, che le chiede di farle sentire la sua voce, e dal computer di lei viene a conoscenza di una relazione extraconiugale della moglie con un certo Ralph, un tale che abita a Milano, città dove spesso Lisa si recava per lavoro; infatti scopre messaggi tra i due e delle foto che li ritrae in momenti felici, anche intimi.
Per Peter, tutto ciò diventa un'ossessione e decide di andare a Milano per conoscere Ralph per "fargli una sorpresa". Lo trova e lo segue fino ad una caffetteria dove Peter si fa avanti e cominciano a parlare; Ralph gli parla di Lisa, senza sapere che Peter ne era il marito, dicendo di averla conosciuta dodici anni prima rimanendo attratto prima delle sue scarpe e poi di lei innamorandosene e sperando di poterla presto riabbracciare; Ralph infatti non la vede da nove mesi e non sa che lei è morta. Intanto, anche Abigail scopre la relazione extraconiugale della madre e decide di raggiungere il padre in Italia per convincerlo a lasciar perdere tutto.
Un giorno, Peter va a casa di Ralph con intenti omicidi e scopre che l'uomo vive in condizioni povere, anche se finge di essere molto ricco. Spacciandosi per Lisa, Peter manda una e-mail a Ralph dicendogli di incontrare Lisa in un albergo sul lago di Como; Ralph accetta e decide di organizzare una giornata speciale per Lisa mentre Peter, nascondendo ciò che ha fatto, gli presta anche dei soldi. All'appuntamento però si presenta Peter, che gli confessa di essere il marito di Lisa e che lei è in realtà morta di cancro. A quel punto, Ralph confessa a Peter che Lisa lo aveva aiutato economicamente in varie occasioni, ma Lisa aveva sempre amato Peter, rifiutando anche una proposta di matrimonio che Ralph le aveva fatto mentre Peter confessa a Ralph che Lisa aveva rifiutato le cure e la malattia l'ha uccisa nel giro di poco tempo. Lisa, poco prima di morire, aveva lasciato scritto "Lago di Como" su un foglio di carta e aveva chiesto a Abigail di metterlo in una delle sue scarpe rosse affinché Peter lo trovasse un giorno.
Qualche giorno dopo, Ralph organizza una cena in memoria di Lisa; anche Peter si presenta mostrando di aver perdonato Lisa; dopodiché lascia la festa con Abigail e il fidanzato di lei per poi tornare a casa.

## Accoglienza

### Incassi
Il film è stato distribuito negli USA l'11 settembre 2008 in soli 8 cinema. Globalmente la pellicola ha incassato oltre 1 milione di dollari.